# رود بامبویکا
رود بامبویکا (انگلیسی: Bambuyka) یک رودخانه در استان بوریاتیای کشور روسیه است.